# Банюмасанська Вікіпедія
Банюмасанська Вікіпедія (банюмасан. Wikipédia basa Banyumasan) — розділ Вікіпедії банюмасанською мовою. Створена у 2006 році. Банюмасанська Вікіпедія станом на 12 серпня 2025 року містить 13 929 статей, 18 826 зареєстрованих користувачів, 14 активних дописувачів, 1 адміністратора
. Загальна кількість сторінок у банюмасанській Вікіпедії — 30 421, редагувань — 221 300, завантажених файлів — 452
. Глибина (рівень розвитку мовного розділу) банюмасанської Вікіпедії дуже мала і становить лише 10.2 пунктів
.

## Історія
- Квітень 2006 — створена 100-та стаття[3].
- Лютий 2007 — створена 1 000-на стаття[3].
- Січень 2012 — створена 10 000-на стаття[3].